# Blackhawk
Pour les articles homonymes, voir Black Hawk.
Blackhawk (Blackthorne en Amérique du Nord) est un jeu vidéo d’action et de plates-formes, d’un style similaire aux jeux 2D de la série Prince of Persia et à Flashback.
Le jeu a été développé par Blizzard Entertainment et édité par Interplay Entertainment. Il est d’abord sorti en 1994 sur Super Nintendo et sur PC sous MS-DOS, puis, avec des meilleurs graphismes et une palette de couleurs améliorée, sur Sega 32X en 1995 et Mac OS en 1996. Une version Game Boy Advance est sortie en 2003, dans la collection Blizzard Classic Arcade où on peut aussi trouver, notamment, The Lost Vikings.

## Scénario
Blackhawk se déroule sur la planète Tuul, dont la Terre ignore l’existence. Pendant longtemps, Tuul a été dirigée par un roi-chaman qui détenait tout le savoir du monde. Plusieurs années avant le début du jeu, Thoros, le dernier roi, s’est trouvé incapable de choisir son successeur entre ses deux fils. Afin de résoudre le dilemme, il les emmena dans le désert et se tua. Son corps se changea en deux pierres, une pierre de lumière et une pierre de ténèbres, et chaque fils en prit une. Le peuple de la pierre de lumière fonda le royaume d’Androth, le peuple de la pierre de ténèbres celui de Ka’dra’suul. Mais alors que les gens d’Androth respectaient leur pierre, ceux de Ka’dra’suul la rejetèrent, et elle les transforma en monstres. Sarlac, le chef de Ka’dra’suul, leva alors une armée pour attaquer Androth.
Sachant son peuple condamné, Vlaros, le roi d’Androth, décida d’envoyer son fils Kyle sur un autre monde pour le sauver. Avec l’aide du magicien Galadril, il envoya Kyle sur Terre avec la pierre de lumière qu’il devait protéger, espérant qu’un jour, Kyle pourrait revenir et utiliser la pierre pour sauver son peuple.
20 ans plus tard, Kyle est un capitaine redouté devenu mercenaire. Jeté en prison et menacé de la cour martiale, il s’évade et commence à avoir des rêves étranges, pour retrouver finalement Galadril. Celui-ci lui annonce qu’il est temps pour lui de retourner sur Tuul et de sauver son peuple. C’est là que le jeu commence.

## Système de jeu
Le protagoniste du jeu est Kyle Blackthorne. Le jeu est composé de séquences de plates-formes similaires aux jeux 2D de la série Prince of Persia, Another World ou Flashback. Kyle peut se déplacer, courir ou escalader les plates-formes, et ramasser des clés et d’autres objets pour atteindre la sortie et passer au niveau suivant.
Le jeu inclut 17 niveaux répartis dans 4 zones différentes : les mines d’Androth, la forêt et les marécages de Karrell, le désert, et la forteresse de l’Ombre. La version Sega 32X inclut une cinquième zone, les montagnes enneigées, qui n’existe pas dans les autres versions.
Les combats se font avec des armes à feu. Le jeu possède une caractéristique unique en combat, qui s’applique autant à Kyle qu’à ses ennemis : la possibilité de se plaquer contre le mur pour éviter les balles. Cette possibilité ajoute de l’intérêt aux combats, mais peut être difficile à utiliser pour un joueur débutant.
Un autre élément caractéristique du jeu est la possibilité pour Kyle de tirer derrière lui en plaçant son fusil par-dessus son épaule. Cet élément, quoique rarement utilisé en pratique, ajoute du charisme au personnage.

### Armes et équipements
Durant le jeu, Kyle a pour arme principale un fusil à pompe. En cours de partie, ses alliés Androthi l’aideront à améliorer son arme pour augmenter sa puissance et sa rapidité. Kyle peut également trouver d’autres objets :
- Clé de pont (Bridge Key) : une clé dorée qui, placée dans le support correspondant, crée un pont d’énergie. La clé peut être retirée pour la réutiliser sur un autre pont.
- Clé en fer (Iron Key) : une clé qui désactive les champs de force qui ne peuvent pas être désactivés en détruisant un générateur. Ces clés ouvrent n’importe quelle serrure, mais chacune ne peut être utilisée qu’une fois.
- Bombe (Hover Bomb) : une fois lancée, cette bombe s’allume et avance le long du sol et des murs, explosant au contact d’une cible. Elle permet de tuer des ennemis, mais dans certains niveaux, elle doit être utilisée pour détruire des portes ou des générateurs. Certains niveaux ne peuvent pas être terminés si le joueur utilise une bombe au mauvais moment.
- Bombe incendiaire (Fire Bomb) : cette bombe explose dès qu’elle touche le sol, et crée une traînée de feu qui endommage tout sur son passage. Elle ne détruit pas forcément ses cibles, et affaiblit les ennemis plutôt que de les tuer. Elle est particulièrement utile contre les plantes carnivores.
- Lévitation (Levitator) : une plate-forme qui lévite, permettant ainsi à Kyle d’atteindre des endroits normalement inaccessibles. Elle peut aussi servir à éviter le feu ennemi.
- Potion de soins (Heal Potion) : une potion qui ramène les points de vie de Kyle au maximum. Plus on avance dans le jeu, plus elles deviennent difficiles à trouver.
- Guêpe (Remote Wasp) : une bombe en forme de guêpe qui peut être télécommandée. Comme la bombe classique, cette bombe peut tuer les ennemis, mais elle est plus utile pour détruire des générateurs de champs de force hors de portée. Ces bombes sont utilisées par un ennemi violet, et peuvent être récupérées en le tuant.

### Ennemis
- Grag’ohr : surnommés « orcs » ou « gobelins », ce sont les ennemis les plus couramment rencontrés dans le jeu. Ils combattent avec des fusils, des bombes ou des guêpes. Ils existent dans différentes couleurs, la couleur indiquant leur force.
- Whar’orks : des démons bleus géants, généralement postés près des Androthi esclaves. Ils utilisent un fouet, et leur armure est telle que seule une bombe peut les tuer.
- Mines Araignées (Spider Mines) : des bombes rampantes qu’on peut trouver un peu partout. Kyle doit les éviter, sinon elles explosent à son contact.
- Eekers : des plantes carnivores. Kyle peut se contenter de les éviter, mais s’il est attrapé, il les combattra ou sera directement mangé, selon les points de vie qui lui restent.
- Chiens d’Androth (Andromedogs) : des traîtres Androthi qui travaillent pour Sarlac. Ils ont des pistolets et attaquent Kyle et les Androthi à vue.
- Bêtes des rochers (Rock Beasts) : des ennemis qui apparaissent dans les deux derniers mondes. Ils se font passer pour des statues de pierre, puis attaquent en se roulant en boule. Les dorés apparaissent les premiers, puis les argentés dans le château de Sarlac.
- Sarlac : le grand méchant du jeu. Il a plusieurs attaques possibles comme des coups de poing ultra-puissants ou des salves magiques, et peut également ordonner à ses sbires de lancer des bombes. Après avoir vaincu Sarlac, Kyle prend son crâne en trophée et le place derrière son trône à la fin du jeu.